# Вейнантс, Ян
Ян Янс Вейнантс Младший, или Винантс (нидерл. Jan Jansz Wijnants,  Wynants; около 1632, Харлем — 23 января 1684, Амстердам) — голландский рисовальщик, живописец-пейзажист и декоратор интерьеров «Золотого века голландской живописи».

## Биография
Ян Вейнантс родился в католической семье, он был старшим сыном торговца произведениями искусства из Харлема Яна Вейнантса Старшего и его первой жены (её имя неизвестно). Его отец позднее, в 1651 году, женился повторно на Маритге Янсдр ван Стрален, вдове Яспера Ясперса из Хемскерка (провинция Северная Голландия, и матери живописца Эгберта ван Хемскерка. Таким образом, Вейнантса и Эгберт ван Хемскерк стали сводными братьями.
Кроме занятий живописью Ян Вейнантс владел корчмой. Сначала жил и работал в Харлеме и Роттердаме. 20 апреля 1660 года он снял комнату в Амстердаме, где и прожил до самой смерти. 12 декабря 1660 года он женился на Катарине ван дер Веер с улицы Ранстраат в Амстердаме.

## Творчество
Известен своими пейзажами с видами Италии. Замечателен в истории голландской живописи тем, что был одним из первых художников, понявших, что природа сама по себе может производить эстетическое впечатление независимо от присутствия в пейзаже одушевлённых фигур. Тем не менее, в его картинах всегда изображены пастухи и стада или всадники и пешеходы, но эти фигурки написаны рукой его учеников и помощников. Его помощником был Иоганн Лингельбах, который обычно писал фигуры на картинах самых опытных пейзажистов Нидерландов XVII века. Ему также помогал Адриан ван де Велде. Вейнантс был учителем Адриана ван де Велде и Николаеса де Фри. За ним следовали Буйтевех, Вильхельм фон Кобель и Ян Вауэрман. Под его влиянием работали Ян Корнелис Холблок и Корнелис Вермюлен, Филипс Вауэрман и Адриан ван Остаде.
Вейнантс писал типично голландские пейзажи с высоким небом и голубоватыми далями, характерные для «малых голландцев». Некоторые его картины имеют этюдный характер. Он оказал влияние на многих живописцев: Антона ван Борссома и Якоба ван Рёйсдала, англичанина Томаса Гейнсборо, немецкого художника Вильгельма фон Кобелля и других мастеров пейзажной живописи.
Я. Вейнантс занимает почётное место в голландской пейзажной живописи. Его картины находятся почти во всех галереях Европы; в санкт-петербургском Эрмитаже имеется шесть картин этого художника.

## Галерея

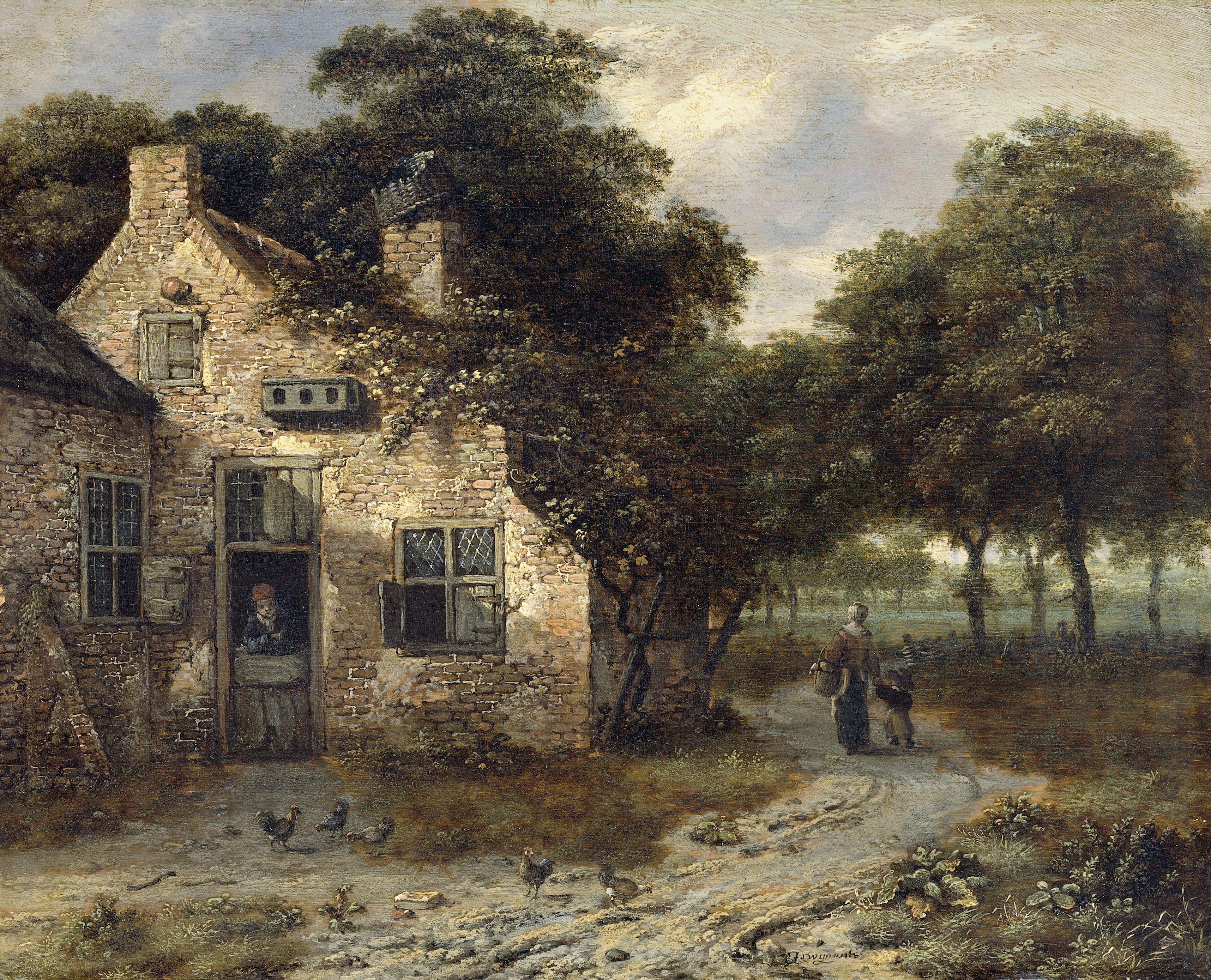
Дом фермера. Между 1646 и 1684. Дерево, масло. Рейксмюсеум, Амстердам
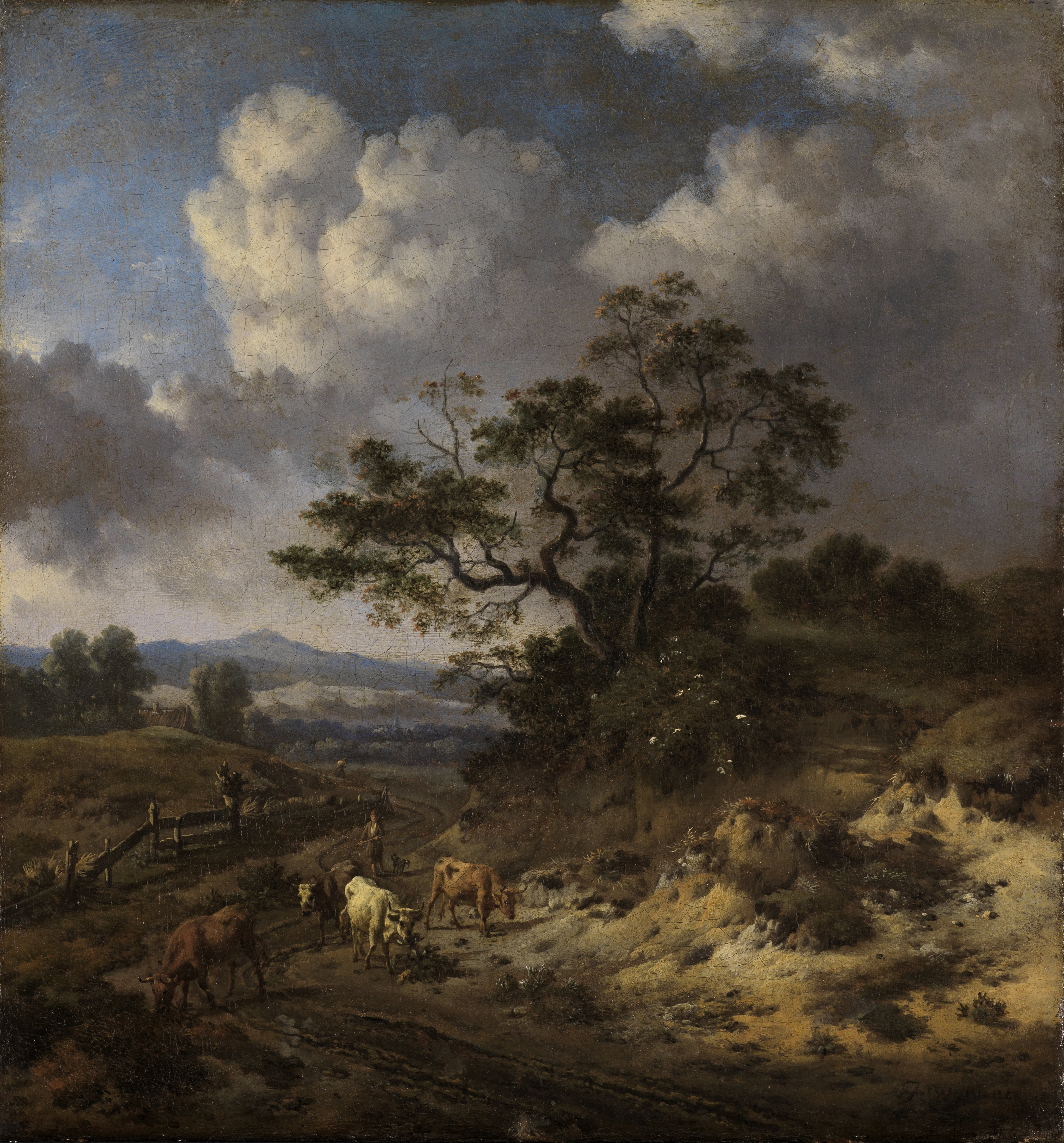
Холмистый пейзаж с коровами. Между 1660 и 1670. Холст, масло. Кунстхалле, Карлсруэ
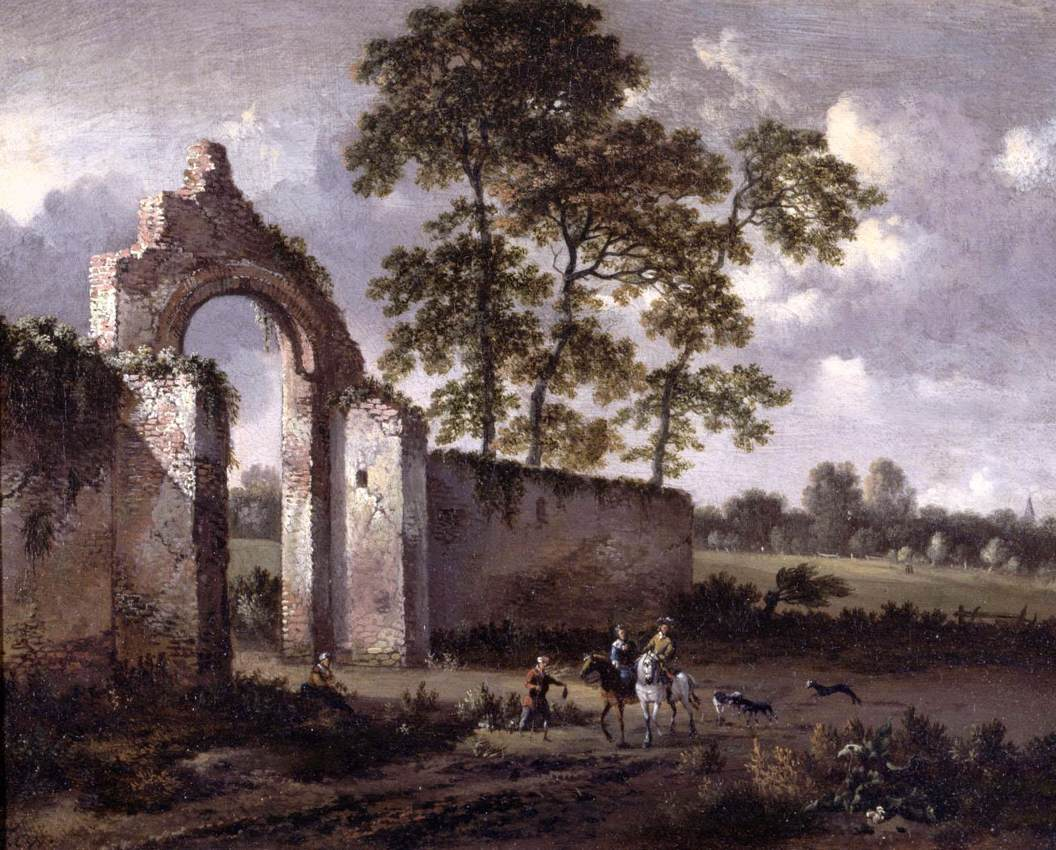
Пейзаж с руинами арки. Холст, масло. Частное собрание
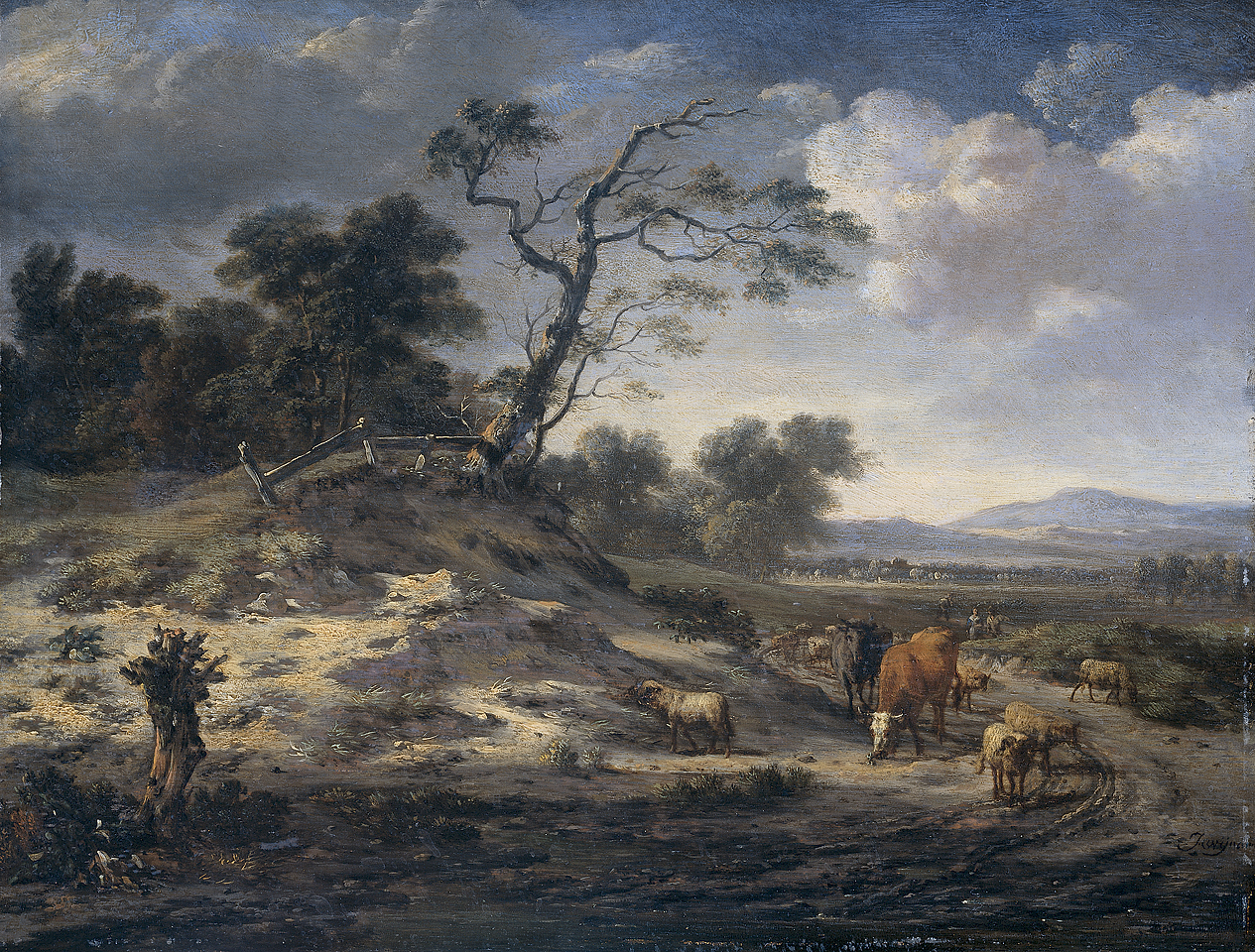
Пейзаж с коровами на сельской дороге. Между 1646 и 1684. Дерево, масло. Рейксмюсеум, Амстердам
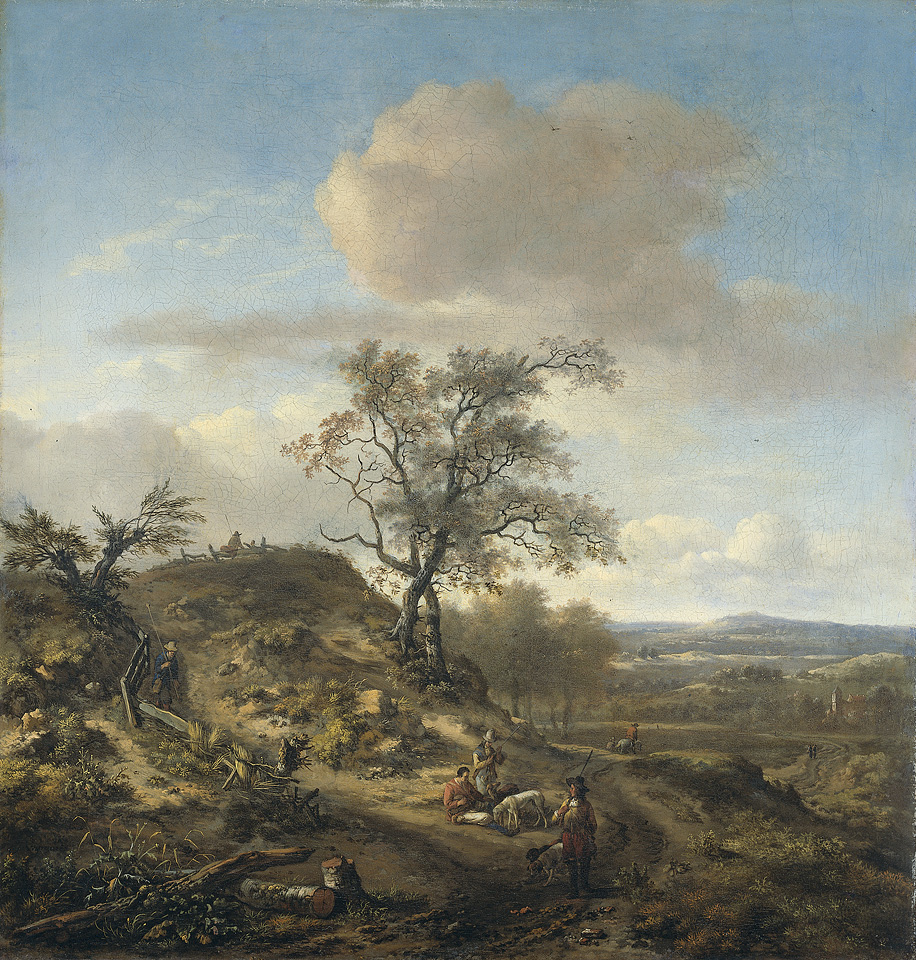
Пейзаж с охотником и другими фигурами. Между 1646 и 1684. Холст, масло. Рейксмюсеум, Амстердам
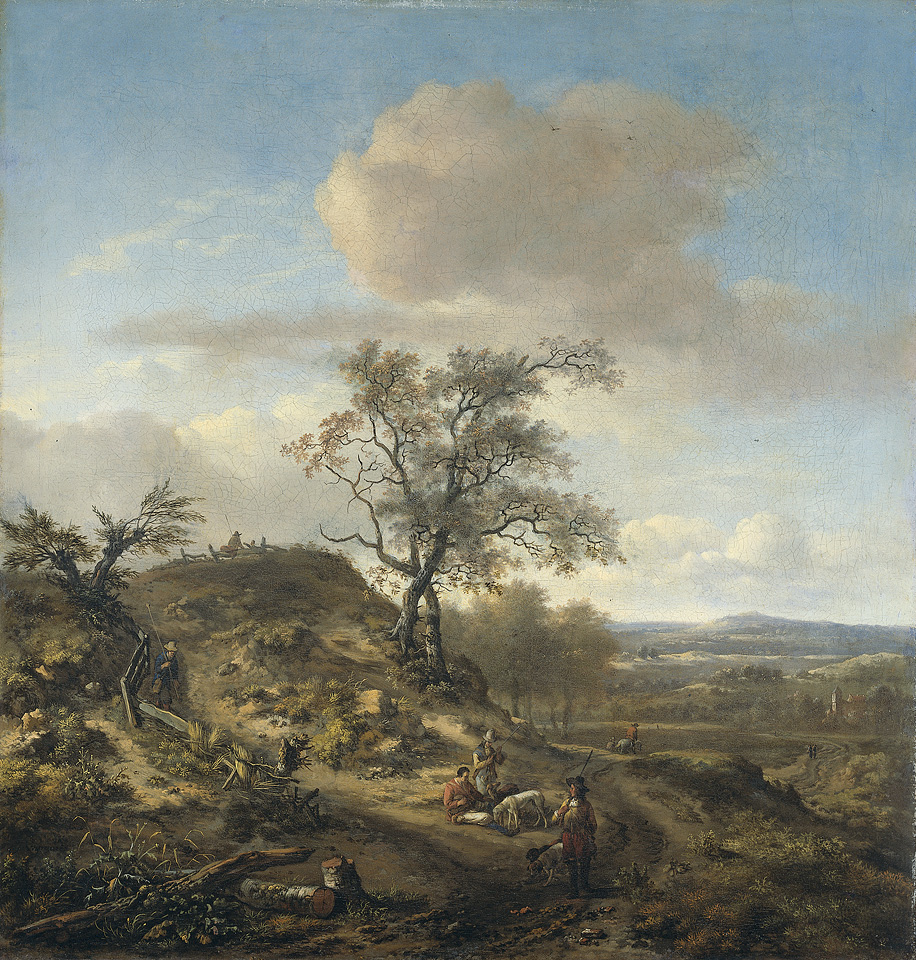
Пейзаж с охотником
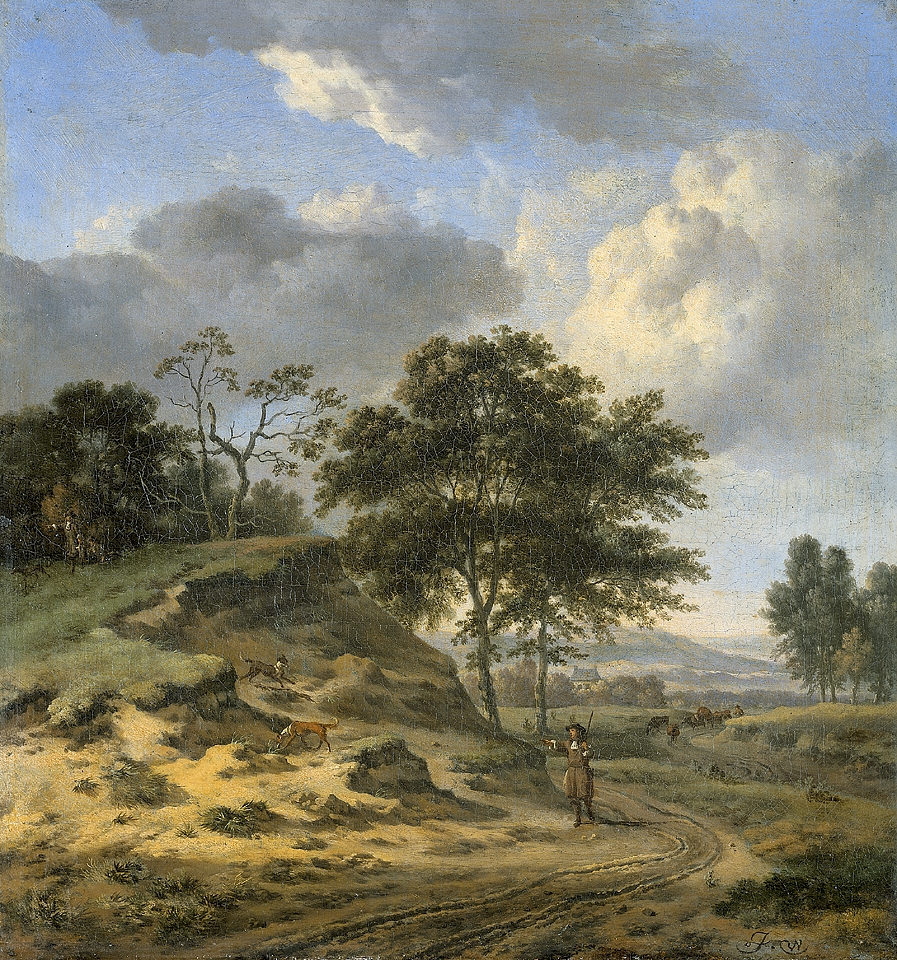
Пейзаж с двумя охотниками. Между 1655 и 1684. Холст, масло. Рейксмюсеум, Амстердам
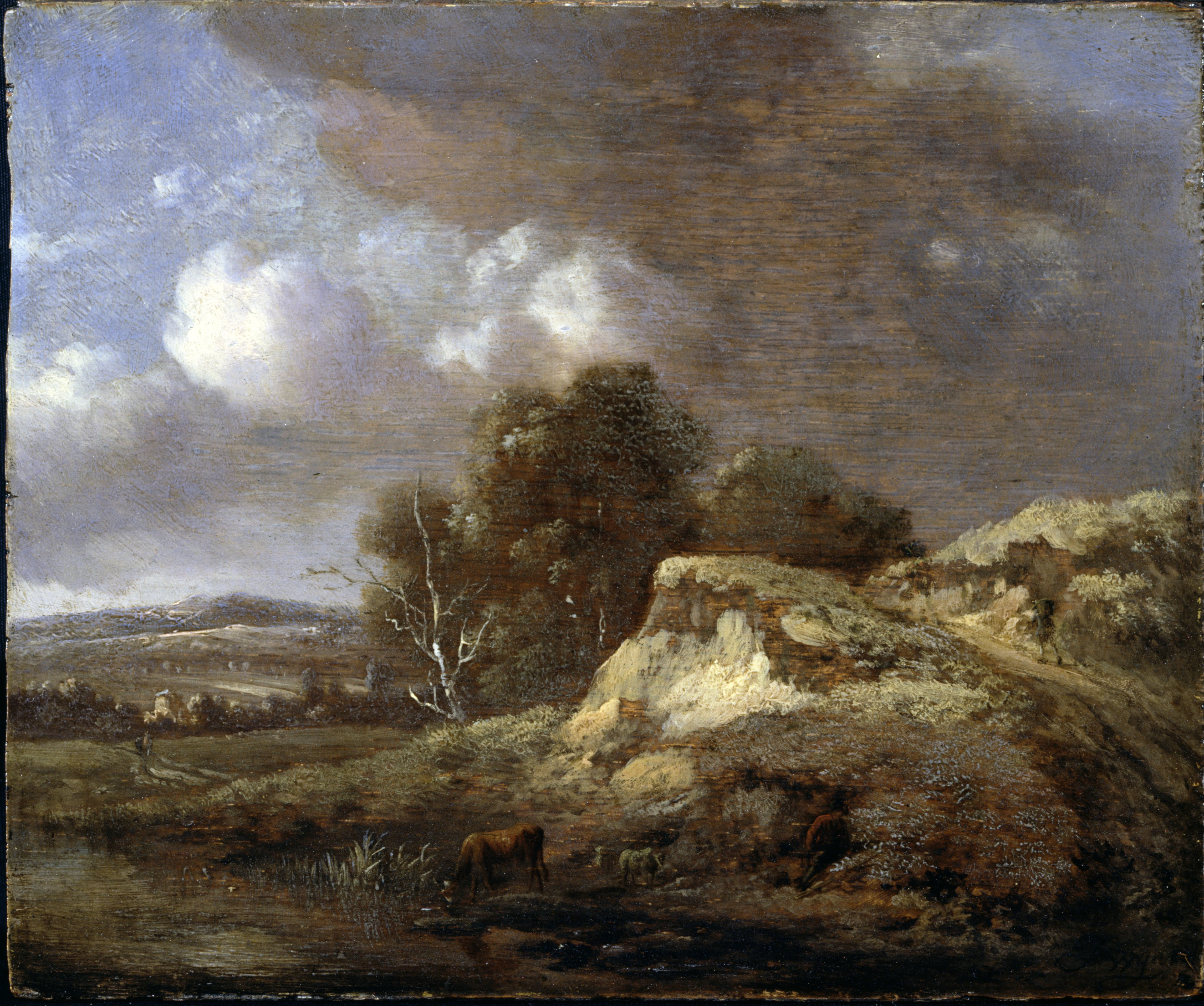
Пейзаж с коровой на водопое. Дерево, масло. Далиджская картинная галерея, Лондон